# Dora Maar au Chat
Dora Maar au Chat, em português Dora Maar ao Gato, é uma das mais famosas obras do espanhol Pablo Picasso. 
Este bom exemplar cubista retrata a mais famosa amante e a grande musa inspiradora do artista, Dora Maar. Esta foi tão importante para Picasso que, consta, ajudou o artista a pintar Guernica.
O luminoso quadro foi pintado em 1941, no início da Segunda Guerra Mundial em França, um época em que poucos casais conseguiam manter o climax que Picasso e Dora Maar mantinham.
Esta obra de invulgares e avultadas medidas é uma das mais completas e dinâmicas obras de um "grupo elite" de retratos pintados entre a década de trinta e a de quarenta, que inclui o famoso quadro Portrait de Dora Maar dans le jardin. 
A obra esteve exposta no Instituto de Arte de Chicago em 1947 e 1968 e foi leiloada em Maio de 2006, na conhecida leiloeira Sotheby's, pelo incrível valor de 95,2 milhões de dólares americanos, tornando-se numa das obras mais caras do mundo e na segunda mais cara vendida numa leiloeira. O seu valor de compra somente fica atrás de Garçon à la pipe, também de Picasso.